# Ben Rivers
Ben Rivers, né en 1972, est un artiste et cinéaste expérimental basé à Londres, en Angleterre. Son travail a été présenté dans des festivals de cinéma et des galeries du monde entier et a remporté de nombreux prix. Le travail de Rivers porte sur des thèmes allant de l'exploration de territoires sauvages inconnus à des portraits intimes de sujets réels.

## Biographie
Rivers a étudié les beaux-arts à l'Université de Falmouth (en). Sa pratique de cinéaste se situe entre le documentaire et la fiction. Souvent suivant et filmant des personnes qui se sont d'une manière ou d'une autre séparées de la société, les images brutes du film fournissent à Rivers un point de départ pour créer des récits obliques imaginant des existences alternatives dans des mondes marginaux. Rivers utilise souvent des supports analogiques et développe à la main un film 16 mm, qui montre la preuve des éléments auxquels il a été exposé – la matérialité de ce support faisant partie du récit.
Le premier long métrage de Rivers, Two Years at Sea, a été présenté en septembre 2011 dans la section Orizzonti au 68e Festival international du film de Venise et a remporté le prix de la Fédération internationale de la presse cinématographique (FIPRESCI). Son deuxième long métrage, A Spell to Ward Off the Darkness, a été réalisé en collaboration avec le cinéaste américain Ben Russell (en), un collaborateur régulier, et a été présenté en avant-première au Festival international du film de Locarno 2013.
Ses longs métrages sont distribués au Royaume-Uni par SODA Pictures, Cinema Guild et KimStim en Amérique du Nord.
Ben Rivers est représenté par la Kate MacGarry Gallery, Londres. Son plus récent long métrage, réalisé en collaboration avec la cinéaste thaïlandaise Anocha Suwichakornpong (2019), a été présenté en avant-première au Festival international du film de Locarno. Ben Rivers est récipiendaire de la bourse Chrysalis du Media City Film Festival (2020), après avoir présenté son travail au festival depuis le début.

## Filmographie
- Old Dark House (2003)
- We the People (2004)
- The Hyrcynium Wood (2005)
- The Bomb with a Man in his Shoe (2005)
- This Is My Land (2006)
- Astika (2006)
- The Coming Race (2006)
- Terror! (2006)
- Greenhouse (2007)
- Dove Coup (2007)
- House (2007)
- Ah, Liberty! (2008)
- Sørdal (2008)
- Origin of the Species (2008)
- A World Rattled of Habit (2008)
- May Tomorrow Shine The Brightest of All Your Many Days As It Will Be Your Last (2009)
- I Know Where I'm Going (2009)
- Slow Action (2010)
- Two Years at Sea (2011)
- Sack Barrow (2011)
- The Creation As We Saw It (2012)
- Phantoms of a Libertine (2012)
- A Spell to Ward Off the Darkness (2013) (co-directed with Ben Russell (en)
- Things (2014)
- The Film That Buys the Cinema (2014)
- The Sky Trembles and the Earth Is Afraid and the Two Eyes Are Not Brothers (2015)
- What Means Something (2015)
- A Distant Episode (2016)
- There Is a Happy Land Further Awaay (2016)
- The Hunchback (2016) (co-directed with Gabriel Abrantes)
- Trees Down There (2018)
- The Rare Event (2018)
- The Ambassadors (2018) (co-directed with Anocha Suwichakornpong)
- Now, At Last! (2018)
- Krabi, 2562 (2019) (co-directed with Anocha Suwichakornpong)
- Ghost Strata (2019)
- Look Then Below (2020)
- Bogancloch (2024)